# Marguerite Czarnecki Rogivue
Pour les articles homonymes, voir Czarnecki.
Marguerite Czarnecki (née le 28 juillet 1905 à Lausanne et morte le 16 février 1988) est une travailleuse sociale d’origine suisse qui a vécu essentiellement en France. Elle a assisté Henry van Etten au Centre quaker international de Paris, notamment pendant la Seconde Guerre mondiale. Elle a agi sans déroger à des principes de neutralité et de pacifisme.

## Jeunesse et famille
Marguerite Adrienne Rogivue est née le 28 juillet 1905 à Lausanne en Suisse. Elle est la cadette d'une sœur et de deux frères. Son père Adrien Rogivue (1852-1923) était médecin à Lausanne, fils de médecin, engagé dans les œuvres de bienfaisance et dans l’Église protestante, aussi sociologue en relation avec le mouvement pacifiste dont Paul Passy du christianisme social français. Il a épousé Anna Élisa Curchod (1868-1920). Marguerite perd sa mère à l’âge de quinze ans et son père trois ans plus tard. 
Elle étudie à l'École Vinet de Lausanne, à une époque où Hélène Monastier y est enseignante. À l’âge de dix-sept ans, elle effectue un séjour en Angleterre. Puis elle poursuit sa formation à Paris, à l’École des missions protestantes. Elle travaille un temps dans le domaine de l'import-export.
Alors qu’elle est prête à partir en mission en Afrique, elle fait la rencontre de Stéphane Czarnecki. Il lui fait connaître le quakerisme et deviendra son époux. Il meurt le 24 janvier 1941, des suites d'une longue maladie,.

## Seconde guerre mondiale

### American Friends Service Committee
Durant la guerre, Marguerite Czarnecki est le point de contact en zone occupée pour l'organisme de secours quaker américain (American Friends Service Committee).
En juillet 1940, Marguerite Czarnecki est chargée du Centre quaker de Paris pendant l'absence de son directeur, Henry van Etten, qui a dû quitter Paris avec sa famille. 
Elle offre l'aide du Secours Quaker à des familles de réfugiés juifs en provenance d'Allemagne et d'Autriche et alerte ses homologues de Philadelphie et de Bordeaux sur l'urgence de la situation . 
En janvier-février 1941, Marguerite Czarnecki rend visite à des prisonniers britanniques du camp de Drancy, transférés depuis la prison du Fort de Romainville
Le 15 juillet 1941, Marguerite Czarnecki est la cosignataire avec Marius Grout et deux autres quakers français (Joseph Kreutz, Le Roy), d'une lettre envoyée à Xavier Vallat, commissaire général aux questions juives, pour demander une réunion afin de protester contre le traitement infligé aux Juifs par le gouvernement de Vichy.

### Le Secours Quaker sous la coupe du Secours national vichyste
L'édition du 4 avril 1942 du journal antisémite Je suis partout consacre une demi-page au Secours national et dénonce le fait qu'en son sein le Secours Quaker puisse être financé par l’État. Marguerite Czarnecki et plusieurs de ses collègues, dont Henry van Etten, sont désignés nommément et à plusieurs reprises comme étrangers (Suisse et Néerlandais) et en communication avec l'Angleterre, ce qui va à l'encontre de la politique du Maréchal Pétain. Le journal dénonce aussi les aides de première nécessité que le Secours Quaker apporte aux réfugiés espagnols, aux exilés et détenus juifs Allemands et Français ainsi qu'aux prisonniers gaullistes de Paris et de la région parisienne.
Le 30 juillet 1942, Marguerite Czarnecki écrit à sa hiérarchie basée à Marseille pour demander quelle aide le Secours Quaker pourrait apporter aux victimes de la rafle du Vel d'Hiv., notamment aux femmes, aux enfants et aux personnes âgées. Elle s’enquiert des demandes d'émigrations qui pourraient être faites. Elle renouvelle plusieurs fois ses requêtes, notamment en 1944 au sujet des internés du camp de Drancy, mais sans obtenir de moyens ni d'informations.

### Le retour des anglo-américains
À partir d'août 1945, Marguerite Czarnecki participe avec le nouvel administrateur des secours quakers pour la France. William Howard Wriggins (en), à la coordination des équipes quakers américaines, britanniques et françaises, tout en poursuivant son activité au Secours Quaker de Paris (dont des bureaux supplémentaires ont été ouverts au 17, rue Notre Dame des Champs, Paris 6ème),. 
Elle voyage à l'automne 1945 avec H. Wriggins, Margaret Frawley (précédent administrateur pour la France) et Bill Fraser (du Friends Relief Service, le secours quaker britannique), vers les centres quakers de Toulouse, de Montauban et de Perpignan (où avait œuvré Mary Elmes), qui avaient été durement éprouvés pendant toute la durée du conflit.  
À partir de 1946, Marguerite Czarnecki se range à l'idée que les moyens alloués à la France par les quakers anglo-américains vont désormais devoir être orientés vers les pays du Centre et de l'Est de l'Europe. 

## Après-guerre
Le 8 octobre 1959, Marguerite Czarnecki, en tant que directrice du service éducation au Centre Quaker international, se voit autorisée par le directeur du cabinet du ministre, P. Escoube, à poursuivre son travail d'appariement entre des écoles françaises et américaines.
Dans le numéro du 15 février 1969 du Friends Journal (en), Marguerite Czarnecki écrit que le S.A.S. (School Affiliation Service) a mis en relation une soixantaine d'établissements scolaires des deux côtés de l'Atlantique. Elle souligne l'esprit de coopération internationale que le S.A.S. permet de nourrir, ainsi que la précoce mise en œuvre qui y a été faite de méthodes pédagogiques en phase avec les demandes exprimées par les étudiants au cours du mois de mai 1968.
Elle est décédée à l'âge de quatre-vingt-deux ans, le 16 février 1988.

### Archives
- (fr + en + pl) Collection : Records relating to humanitarian work in France (1933-1950) [84 boîtes]. Philadelphia : American Friends Service Committee (présentation en ligne). – Voir aussi United States Holocaust Memorial Museum